# Sabaudia - Mouvement Région Savoie
Sabaudia-MRS, anciennement Mouvement Région Savoie ou MRS (Movement Règ·ion Savouè en arpitan) est un mouvement politique régionaliste savoyard.

## Histoire

### Création

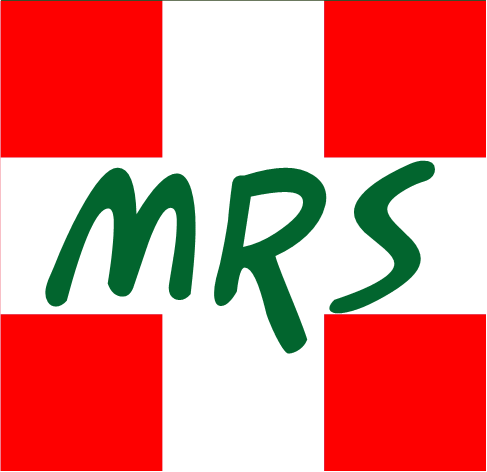
Ancien logo mis en place en 2017

Le géographe Pierre Préau, dans un Colloque organisé à l'université de Saint-Étienne (1973), indique « Un "mouvement pour une région Savoie" (M.R.S.) s'est constitué ou plutôt a été relancé en janvier 1972, dans la perspective du débat sur la réforme régionale ». Il naît de la rencontre de trois personnalités : Xavier de Foras, issu d'une famille noble savoisienne, le libertaire Max Molliet et sa compagne Josiane Floret. Il réunit les membres issus de deux mouvements, concurrent, le Cercle de l'Annonciade et le Club des Savoyards de Savoie,. L'objectif est de soutenir le projet de région Savoie, en opposition à la constitution de Rhône-Alpes, jugée trop lointaine et trop technocratique,. Le Mouvement est dès ses débuts fortement inspiré par le philosophe genevois Denis de Rougemont, artisan de l'écologie politique et de l'Europe des régions.
Lors du congrès annuel des conseillers généraux, maires et adjoints de Haute-Savoie de 1972, la demande d'une région Savoie est soutenue par 608 voix contre 4 refus et 16 abstentions. En revanche, le conseil général de la Savoie, présidé par Joseph Fontanet, s'y oppose : 19 voix contre, 6 pour et deux abstentions.
Le Mouvement Région Savoie publie en 1973 un manifeste d'une cinquantaine de pages : le libre blanc et rouge pour une Région Savoie.

### Scission
En 1994, des membres se détachent du mouvement, qu'ils jugent trop modéré, et fondent la Ligue savoisienne. La même année, le MRS participe à la fondation de la fédération de partis régionalistes Régions et peuples solidaires (R&PS), et la même année à la constitution du parti politique européen l'Alliance libre européenne. Il renouvelle son bureau politique en mai 1999 en élisant Benoît Bro à la présidence. Le mouvement change ensuite de stratégie en pratiquant une alliance avec la Ligue savoisienne, qui se formalise en 2007 au sein de Savoie Europe et Liberté (SEL), mais est rompue dès 2009. Le MRS participe au sein de R&PS à la création d'Europe Écologie. Il soutient la candidature de Malika Benarab-Attou qui est élue  élue députée européenne en 2009. L'année suivante, le MRS obtient un siège de conseiller régional avec l'élection de Noël Communod. Avec cette alliance, il obtient aussi de bons résultats aux élections cantonales 2011 de, puis aux législatives de 2012 avec la candidature de Gilbert Saillet dans la 3e circonscription de la Haute-Savoie.

### Nouveau manifeste
Le 23 juin 2012, l'assemblée générale de refondation vote l'approbation du nouveau manifeste du MRS. La même année, le MRS prend position contre le projet du Lyon-Turin.
Du 25 au 28 août 2022, le MRS organise la 18e université d'été de R&PS en Savoie.
En 2015, le mouvement dénonce la loi NOTRe comme étant « expression d’un fantasme jacobin ».
En 2022, le MRS, associé à d'autres mouvement régionalistes, présente cinq candidats aux élections législatives, sous l'étiquette change de nom en Sabaudia, quatre en Haute-Savoie, un en Savoie. La principale idée du projet étant de revendiquer une région Savoie avec un statut particulier. La même année, le mouvement se renomme Sabaudia.
En 2023, le MRS organise une pétition pour que la Savoir puisse s'émanciper de la Région Auvergne-Rhône-Alpes.

## Programme et orientations
Sabaudia-MRS déclare militer pour « la démocratie directe, le fédéralisme, le respect des cultures ». 

## Actions - Positions

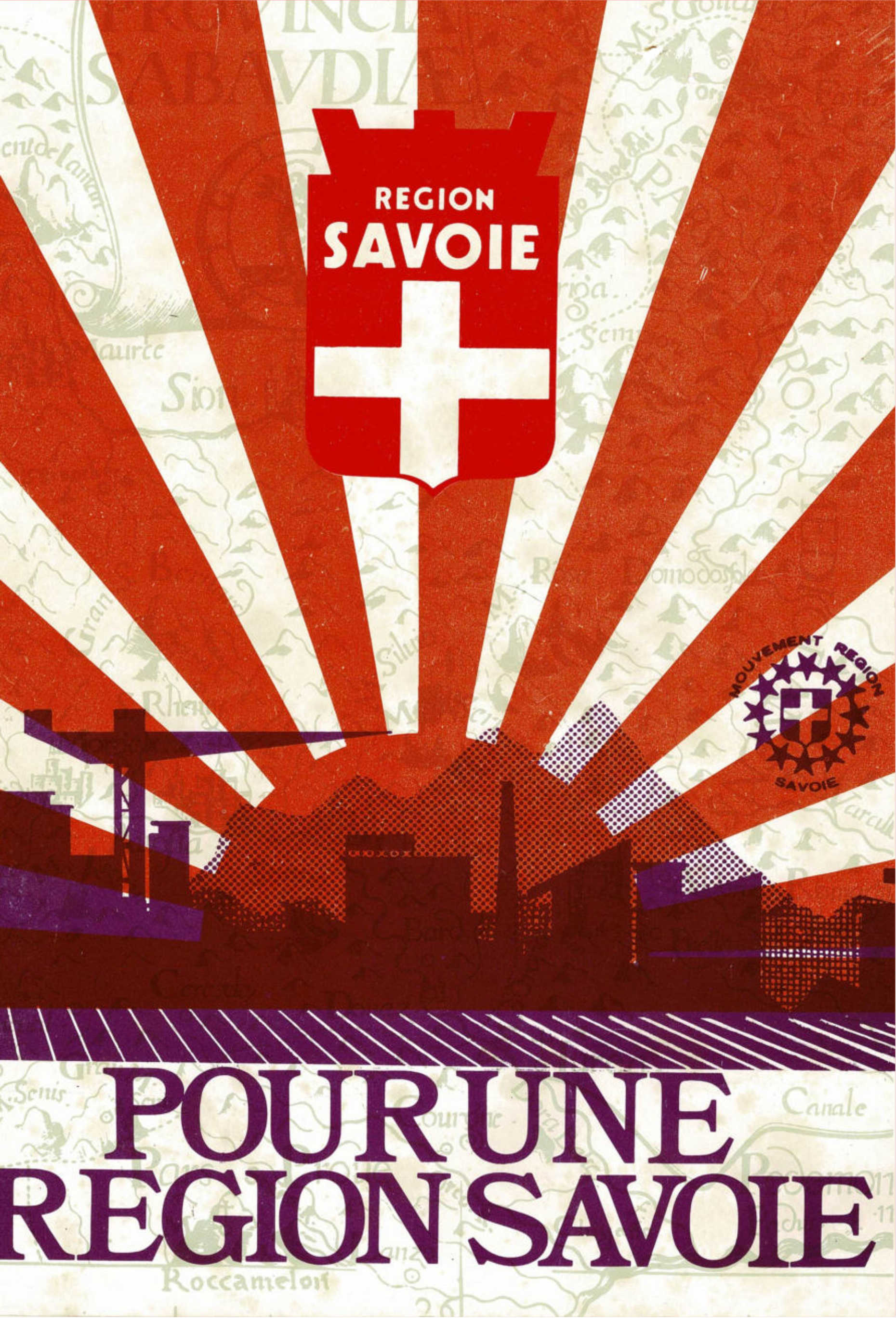
Le livre rouge et blanc pour une Région Savoie - 1973.

Le mouvement défend l'enseignement de la langue francoprovençale ou arpitane de Savoie (aussi connu sous le nom de « langue savoyarde »), langue considérée comme un élément essentiel de la culture savoyarde, et déclare représenter « d'une certaine manière » l'Arpitanie.

## Résultats électoraux

Affiche datant des années 1970.

Logo du MRS utilisé entre 1972 et 2009.

Logo du MRS utilisé entre 2009 et 2016.

### Élections législatives
- 2012 : Gilbert Saillet se présente avec l'étiquette EÉLV-PS et le soutien du MRS dans la 3e circonscription de Haute-Savoie, il obtient 41,1 % au second tour, où il est battu par le député sortant UMP Martial Saddier[21].
- 2017 : Marina Chélépine se présente sous l'étiquette « Initiatives démocratiques ! Avec les populations de Savoie ! » dans la 1re circonscription de Haute-Savoie (0,44 % des voix)[22].
- 2022 : 5 candidats, sous l'étiquette Sabaudia et sur la liste Régions et peuples solidaires, quatre en Haute-Savoie (2e, 3e, 4e et 5e circonscriptions), un en Savoie (1re circonscription)[15],[23].
- 2024 : 4 candidats aux législatives en Haute-Savoie : deux candidats Sabaudia-MRS (2e et 4e circonscriptions), auxquels s'ajoutent deux autres candidats régionalistes (3e et 5e circonscriptions)[24],[25].

### Élections régionales
- 2010 : un accord est trouvé avec Europe Écologie pour faire des listes communes dans les deux départements de Savoie. Le président de l'association, Noël Communod[26], alors vice-président départemental du MoDem en Savoie est candidat avec les Verts en quatrième position sur la liste[27]. Il est élu conseiller régional le 21 mars 2010 au sein du Rassemblement de la Gauche et des Écologistes, où il figure en huitième position, réunissant les listes du PS, d'EE-MRS et du Front de gauche, qui obtient 44,96 % des voix dans le département de la Haute-Savoie[réf. nécessaire].

### Élections cantonales
- 2011 : Le MRS passe des accords électoraux avec EELV lors des élections cantonales (7 candidats)
- 2021 : les candidats MRS sur le canton de Rumilly (William Girard-Desprolet et Véronique Palmier-Dupassieux) obtiennent 7,63% des voix lors des élections départementales[28].

## Relation avec d'autres mouvements
Au niveau français, le MRS est membre de la fédération Régions et peuples solidaires.

## Communication

### Le Portable
Le Portable  (ISSN 1298-7514), le canard déchaîné des jeunes : Savoie (Chambéry, Annecy, Annemasse, Thonon), Suisse (Genève, Lausanne, Sierre) est un bimestriel étudiant d'information gratuit lancé en 1999 par l'association Savoie sans frontière. Le « premier journal étudiant d'information en région Savoie », proche du Mouvement Région Savoie, a été tiré à 10 000 exemplaires, diffusés dans les lycées et pôles universitaires de Savoie et Haute-Savoie et dans plusieurs villes suisses avec des visées d'avenir en Val d'Aoste pour pouvoir couvrir la partie alpine du pays arpitan. Il contenait un supplément culturel encarté, intitulé « Le Bronx ». Il cesse de paraître en juin 2000, après sept numéros.
Le magazine traitait d'actualité locale, de vie pratique, du régionalisme savoyard (« Le réveil des Allobroges »).